# Beach-volley aux Jeux africains de 2023
Navigation
2019
Les compétitions de beach-volley aux Jeux africains de 2023 ont lieu du 10 au 14 mars 2024 à Laboma Beach, à Accra, au Ghana.

## Médaillés
| Épreuves         | Or                                                | Argent                                          | Bronze                                |
| ---------------- | ------------------------------------------------- | ----------------------------------------------- | ------------------------------------- |
| Tournoi masculin | Maroc Mohammed Abicha Soufiane El Gharouti        | Afrique du Sud Danilo von Ludwiger Leo Williams | Botswana Jack Sekao George Chiswaniso |
| Tournoi féminin  | Égypte Marwa Abdelhady Magdy Doaa Elghobashy (en) | Mozambique Ana Paula Sinaportar Vanessa Muianga | Nigeria Esther Mbah Pamela Bawa       |

## Tableau des médailles
| Rang  | Nation         | Or | Argent | Bronze | Total |
| ----- | -------------- | -- | ------ | ------ | ----- |
| 1     | Égypte         | 1  | 0      | 0      | 1     |
| 1     | Maroc          | 1  | 0      | 0      | 1     |
| 3     | Afrique du Sud | 0  | 1      | 0      | 1     |
| 3     | Mozambique     | 0  | 1      | 0      | 1     |
| 5     | Botswana       | 0  | 0      | 1      | 1     |
| 5     | Nigeria        | 0  | 0      | 1      | 1     |
| Total | Total          | 2  | 2      | 2      | 6     |